# Ein starkes Team: Und vergib ihnen ihre Schuld
Und vergib ihnen ihre Schuld ist ein deutscher Fernsehfilm von Ulrich Zrenner aus dem Jahr 2024. Es handelt sich um die 95. Folge der Krimiserie Ein starkes Team mit Florian Martens und Stefanie Stappenbeck in den Hauptrollen. Es ist der einunddreißigste Einsatz von Linett Wachow an der Seite von Otto Garber. In der ZDF Mediathek wurde der Film ab dem 13. Januar 2024 vorab zur Verfügung gestellt. Die Erstausstrahlung der Episode erfolgte am 16. März 2024 im ZDF.

## Handlung
Linett Wachow und Otto Garber ermitteln im Mordfall des katholischen Pfarrers Heintze, der tot im Beichtstuhl seiner Kirche von der Haushälterin Maria Kerkel aufgefunden wurde. Doch wurde er offensichtlich von der Orgelempore gewaltsam heruntergestürzt und danach erst in den Beichtstuhl gesetzt worden. Linett Wachow sieht darin möglicherweise ein Zeichen, welches der Mörder damit setzen wollte. Spurensicherer Jens Bömmert kannte das Opfer persönlich und weiß von einem Streit, den das Gemeindemitglied, Bäckermeister Lorenz, mit dem Pfarrer hatte, weil dieser, aufgrund seiner strengen Auslegung des christlichen Glaubens, mit Lorenz Scheidung nicht einverstanden war. In der Folge wurde Lorenz sowohl von seiner Gattin, vom Pfarrer Heintze als auch von der gesamten Gemeinde gemieden, was sehr negative Folgen für seine Bäckerei hatte.
Gleich zu Beginn der Ermittlungen meldet sich Rechtsanwältin Dr. Boos telefonisch, die nicht nur die rechtliche Vertretung der Kirche übernommen hatte, sondern auch persönlich mit dem Pfarrer gut bekannt gewesen war. Doch ehe sie auf dem Kommissariat persönlich erscheinen kann, wird sie von einem Unbekannten in ihrem Auto erschossen. Die Ermittler kümmern sich auch um diesen Fall und vermuten einen Zusammenhang mit dem Mord am Pfarrer. Der Gerichtsmedizinerin fällt auf, dass sich keine Handtasche bei dem Opfer befindet, was auch Spurensicherer Jens Bömmert bestätigen kann. Ein kurzzeitigerer Verdacht gegen die Praktikantin Reinbach der Rechtsanwältin tritt auf, als die Handtasche bei der Praktikantin gefunden wird. Sie gibt an, auf dem Heimweg die erschossenen Rechtsanwältin im Auto entdeckt und die Handtasche mitgenommen zu haben.
Eine ganz neue Spur tut sich auf, als die Ermittler herausfinden, dass Pfarrer Heintzes Ablehnung gegen Diakon Petermann aufgrund von dessen Homosexualität diesen in den Selbstmord getrieben hatte. Damit fällt ein starker Verdacht auf Petermanns Lebenspartner Niklas Rohde, den er gegen die Zustimmung von Heintze vor kurzem geheiratet hatte und aufgrund Heintzes Aktivitäten zur Entlassung des Diakons geführte. Bei der Durchsuchung der Wohnung des Tatverdächtigen wird die Tatwaffe gefunden, mit der die Rechtsanwältin, die den Pfarrer bei seinen Bestrebungen Petermann zu entlassen massiv unterstützt hatte, erschossen wurde. Niklas Rohde bestreitet zwar beide Taten und auch den Waffenbesitz, doch hält Revierleiter Reddemann beide Fälle für gelöst. Einzig Linett Wachow hat Zweifel, denn an der Waffe finden sich keinerlei Spuren von Rohde, auch seine Kleidung hat keinerlei Schmauchspuren aufzuweisen. Sollte er diese zu seiner Sicherheit entsorgt habe, wäre es ihrer Meinung nach unlogisch die Waffe in der Wohnung zu behalten. Sie forscht nach und findet heraus, dass die Tatwaffe ursprünglich aus der Asservatenkammer der Polizei stammt. Somit muss  jemand Rohde die Pistole untergeschoben haben. Sie verdächtigt den Spurensicher Bömmert, der sich auffallend kooperativ im letzten Fall zeigte und dessen Frau vor einem Jahr aus dem Fenster gestürzt war. Es stellt sich heraus, dass Bömmert seine Frau im Streit selbst getötet und es als gläubiger Katholik dem Pfarrer gebeichtet hatte. Als er erfuhr, dass Heintzer mit der Rechtsanwältin darüber gesprochen hatte, brachte er auch sie um. Wachow und Garber können ihn festnehmen, als er gerade dabei ist auch die Haushälterin des Pfarrers umzubringen, da er davon ausgeht, dass auch sie von seiner Beichte weiß.

## Nebenhandlung
Sputnik, der als universeller Dienstleister die Angestellten im Polizeirevier versorgt, hat als neuestes chinesische Horoskope im Angebot. 

## Produktionsnotizen

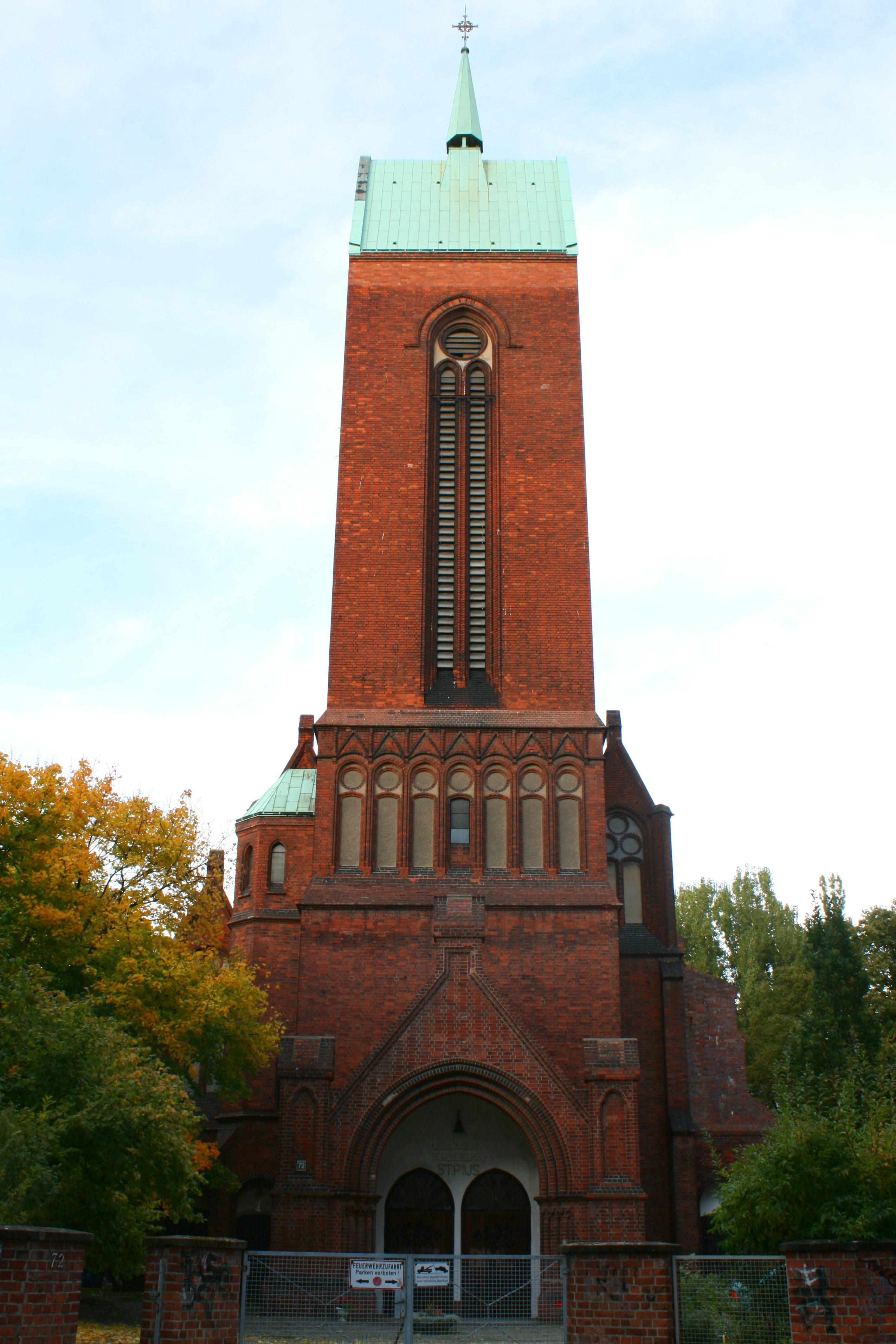
St. Pius-Kirche diente als Drehkulisse

Die Dreharbeiten für Und vergib ihnen ihre Schuld erstreckten sich unter den vorgegebenen Corona-Arbeitsschutzauflagen vom 4. November 2022 bis zum 5. Dezember 2022 und fanden in Berlin und Umgebung statt. Für die Produktion zeichnete die UFA Fiction unter Federführung des Produzenten Simon Müller-Elmau verantwortlich. Die Kirchenszenen wurden in der katholischen Kirche Sankt Pius in Berlin-Friedrichshain gedreht. Der Filmtitel ist eine Abwandlung des Halbverses „vergib uns unsere Schuld“ aus dem christlichen Gebet Vaterunser.

## Rezeption

### Einschaltquote
Die Erstausstrahlung von Ein starkes Team: Und vergib ihnen ihre Schuld am 16. März 2024 im ZDF erreichte 7,03 Millionen Zuschauer und damit einen Marktanteil von 27,6 Prozent.

### Kritik
Oliver Armknecht von film-rezensionen.de meinte, die Episode „ist ein weiterer mittelmäßiger Teil der Endlosreihe“ „von denen es hierzulande nun wirklich schon mehr als genug gibt“. „Dann und wann spricht der Krimi um einen ermordeten Pfarrer zwar auch etwas gesellschaftlich Relevantes an. Das bleibt aber an der Oberfläche, der Fall selbst ist zudem zwar überraschend, aber“ auch eben „ein eher gemischtes Vergnügen. So präsentiert der genreerfahrene Drehbuchautor Leo P. Ard (Erzgebirgskrimi: Die Tränen der Mütter) zwar eine Auflösung, die man nicht unbedingt kommen sieht. Sie ist aber auch sehr willkürlich, entscheidende Hinweise kommen aus dem Nichts. Das mit dem Motiv ist ebenfalls so eine Sache. Schlecht ist das Ergebnis nicht, sofern man sich nicht an der mangelnden Glaubwürdigkeit stört. Es ist aber auch nicht gut.“
Für Evangelisch.de wertete Tilmann P. Gangloff, der den Krimi mit den Worten lobte: „optisch und akustisch ausgezeichnet gestalteter Prolog den passenden Vorgeschmack [auf den Mordfall]liefert“. „Bemerkenswert ist allerdings auch hier die Bildgestaltung (wieder Wolf Siegelmann), zumal das ästhetische Konzept diesmal gänzlich anders ist. Im letzten Film waren die Farben behaglich, diesmal sind viele Szenen dunkel und unterkühlt, was nicht nur die wenigen warmen Lichtinseln umso mehr betont, sondern auch die Veränderungen der Stimmung hervorhebt: Zu Beginn erscheint die vom Kerzenschein illuminierte Kirche als Zuflucht, später ist die Atmosphäre deutlich düsterer.“ Er führt weiter aus: „Sehr sympathisch sind allerdings wie fast immer die Zwischenmenschlichkeiten. Während die Geplänkel Garbers mit Rechtsmedizinerin Simkeit (Eva Sixt) oft etwas bemüht aussehen, ist das Zusammenspiel von Florian Martens und Stefanie Stappenbeck dank wie improvisiert wirkender beiläufiger Gesten von einer sympathischen Selbstverständlichkeit. “
Maximilian Haase urteilte für Prisma.de und schrieb: „In seinem vierten ‚Ein starkes Team‘-Krimi hält Regisseur Ulrich Zrenner die Spannung hoch – und die Frage nach Täter und Motiv lange offen.“ „Alles und jeder scheint […] im Netz der straff geführten Gemeinde verwickelt zu sein – was im doch recht atheistisch gesinnten Berlin zwar etwas unrealistisch erscheint, aber immerhin eine kritische Auseinandersetzung mit Kirchenfragen erlaubt.“